# Parti réformiste du Canada
Le Parti réformiste du Canada (Reform Party of Canada) était un parti politique canadien fédéral fondé en 1987 par Preston Manning.
La vision du parti était populiste et régionaliste, ses appuis se trouvant presque exclusivement dans les provinces de l'Ouest canadien. Le parti est dissous en 2000 pour être remplacé par l'Alliance canadienne, abandonnant le populisme pour une direction plus conservatrice, à la fois sur les plans social que fiscal.

## Racines politiques et fondation
En 1986, une conférence nommée Canada's Economic and Political Future (L'avenir économique et politique du Canada) est organisée à Vancouver (Colombie-Britannique). Cette conférence mène à la fondation du Parti réformiste l'année suivante. La formation du parti est le résultat de l'éclatement de la coalition formée de populistes des prairies canadiennes, de nationalistes québécois, d'entrepreneurs de l'Ontario et de Red Tories de l'Atlantique qui composaient à l'époque le Parti progressiste-conservateur de Brian Mulroney.
Le parti est l'idée-clé de certains groupes d'intérêts de l'Ouest canadien mécontents du gouvernement progressiste-conservateur, ainsi que de l'absence d'une voix pour les revendications de l'ouest au niveau national. Ils croient que l'Ouest devait se doter de son propre parti pour se faire entendre. Leurs plaintes principales à l'encontre du gouvernement de Mulroney concernaient son favoritisme envers le Québec, un manque de responsabilité fiscale, et le fait qu'il n'appuyait pas un programme de réforme institutionnel (par exemple, une réforme du Sénat). Les racines de ce mécontentement se trouvaient principalement dans la perception que la proposition d'amendement constitutionnel, appelé accord du lac Meech, ne répondait ni aux besoins de l'Ouest, ni à ceux de l'unité canadienne en général.
Fondé en tant que parti populiste pour promouvoir la réforme des institutions démocratiques, le parti est rapidement dominé par des groupes plus conservateurs dont les buts politiques étaient de réduire les dépenses du gouvernement sur les programmes sociaux, accompagné d'une réduction d'impôts.

## Les premières années
Le parti convoque sa première assemblée en 1987, à Winnipeg (Manitoba). Preston Manning, fils de l'ancien premier ministre albertain créditiste et sénateur Ernest Manning, est élu chef du parti par acclamation après que le seul autre candidat, l'ancien député libéral à l'Assemblée législative du Manitoba Stan Roberts, se retire de la course. Le parti présente 72 candidats pour l'élection fédérale canadienne de 1988, mais est considéré comme un parti marginal et aucun de ses candidats n'est élu. Toutefois, dans plusieurs circonscriptions de l'Ouest, le parti termine deuxième derrière les tories et remporte 2,1 % des suffrages à l'échelle nationale.
En 1989, à la suite de la mort soudaine de John Dahmer, député progressiste-conservateur de Beaver River (Alberta), le Parti réformiste fait élire sa première députée lorsque Deborah Grey remporte l'élection partielle. Gray avait terminé en quatrième place en 1988. En tant que première députée du parti, elle devient le chef adjoint du Parti réformiste, un poste qu'elle garde pour la durée de l'existence du parti.
Également en 1989, Stanley Waters remporte la première élection sénatoriale en Alberta sous la bannière du Parti réformiste de l'Alberta. Il devient alors le premier (et unique) sénateur du Parti réformiste, jusqu'à sa mort soudaine. Certains considèrent que la nomination de Waters par Brian Mulroney à la suite de sa victoire électorale fait de lui le premier sénateur élu de l'histoire du Canada.

## Controverses
Au début des années 1990, le parti est publiquement appuyé par des groupes extrémistes comme le Heritage Front, un groupe néonazi, et l'Alliance pour la préservation de l'anglais au Canada (APEC). Ceci porte un dur coup à l'image du parti dans plusieurs régions du Canada dont ils ont de la difficulté à se relever pendant plusieurs années.
Bien que le Parti réformiste avait des positions semblables à l'APEC sur les questions du bilinguisme officiel et le rôle du Québec dans la fédération canadienne, les raisons pour l'appui du Heritage Front sont moins claires. En fait, le Heritage Front voyait le Parti réformiste comme un véhicule pratique propice à être infiltré afin de le détourner vers leur propre idéologie raciste, un phénomène auquel beaucoup de nouveaux partis sont vulnérables. Certains individus membres du parti ont effectivement attiré l'attention pour avoir fait des commentaires racistes ; toutefois, le Parti réformiste n'a jamais proposé ni appuyé une plateforme raciste.

## Succès électoral
En 1992, le gouvernement de Mulroney tente une nouvelle fois de modifier la constitution du Canada. L'accord de Charlottetown est encore plus ambitieux que l'accord du lac Meech, mais ne réussit pas à trouver des appuis lors d'un référendum national. Le Parti réformiste est l'un des seuls groupes à s'opposer à l'accord.
La débâcle constitutionnelle, des initiatives impopulaires comme l'introduction de la Taxe sur les produits et services (TPS), ainsi qu'une série de scandales médiatisées, contribuent tous à l'implosion de la « grande coalition » dans l'élection de 1993. Le Parti progressiste-conservateur subit la pire défaite de l'histoire canadienne pour un parti au pouvoir au niveau fédéral, tombant de 151 à seulement 2 sièges aux communes, tandis que les libéraux remportent une majorité fracassante. Le Parti réformiste est le bénéficiaire principal de l'effondrement des tories. À quelques exceptions près, les bases d'appui des progressistes-conservateurs dans l'Ouest canadien se déplacent en masse vers le Parti réformiste. Il remporte tous les circonscriptions sauf quatre en Alberta et domine également la Colombie-Britannique. Il enregistre également de bons résultats en Saskatchewan et au Manitoba, mais ces deux provinces sont plutôt balayés par la vague libérale. En plus de remporter près de la totalité des sièges progressistes-conservateurs dans l'ouest, le Parti réformiste remporte également plusieurs circonscriptions détenus par le Nouveau Parti démocratique social-démocrate. Malgré les différences idéologiques énormes, le populisme des réformistes frappe une corde chez plusieurs électeurs néo-démocrates.
Toutefois, le parti ne réussit pas aussi bien à l'est du Manitoba. Il est exclu des provinces de l'Atlantique — une région où un conservatisme beaucoup plus modéré et centriste a traditionnellement dominé. Plusieurs électeurs Red Tory au Canada atlantique et en Ontario sont écœurés des progressistes-conservateurs, mais trouvent le plan réformiste trop extrémiste à leur goût et optent plutôt pour le Parti libéral, du moins à l'échelle nationale. Malgré de solides appuis dans les régions rurales du centre ontarien — une région socialement conservatrice qui a formé la colonne vertébrale de précédents gouvernements progressistes-conservateurs provinciaux — la division des votes avec le Parti progressiste-conservateur permet aux libéraux de remporter toutes les sièges sauf un en Ontario. Ed Harper parvient à se faire élire dans Simcoe-Centre, mais par une marge ultra-mince de 123 voix ; n'eut été de ces quelques voix, les libéraux auraient réussi leur premier balayage complet de la plus grande province du Canada.
Le Parti réformiste était toujours essentiellement un parti de contestation de l'Ouest, mais termine deuxième pour le vote populaire et remporte 52 sièges. Toutefois, à cause de l'extrême concentration d'appuis au Bloc québécois au Québec, ce n'est suffisant que pour une troisième place aux communes ; il manque effectivement trois sièges pour dépasser les 54 sièges du Bloc et former l'Opposition officielle. Malgré ces déceptions, l'élection de 1993 est un succès phénoménal pour le Parti réformiste. En un seul coup, il avait remplacé le Parti progressiste-conservateur en tant que principal parti de la droite au Canada.

## Années 1990
L'arrivée des réformistes à Ottawa continuait une longue tradition de partis contestataires de l'Ouest tels que le Parti progressiste du Canada et le Parti Crédit social. Le Parti réformiste rencontre les mêmes problèmes que ces partis, luttant avec la tâche difficile de maintenir son idéologie populiste. Dans l'élection de 1997, le Parti réformiste présente des candidats au Québec pour la première fois et remporte huit sièges de plus, amenant son total à 60. Il devient l'Opposition officielle sur la base de ses appuis dans l'Ouest canadien. Toutefois, il ne réussit pas à récolter d'appuis à l'est du Manitoba, et surtout au Québec, où les efforts du parti sont sérieusement compromis par l'incapacité de Manning à parler français ; le parti est de plus perçu comme étant anti-québécois à cause de ses diverses positions sur le bilinguisme officiel et son opposition à l'accord du lac Meech.
La désillusion face aux partis politiques traditionnels avait été la principale impulsion derrière la croissance initiale du parti réformiste, mais cette croissance a tout l'air de s'être arrêtée. L'exécutif du parti lance donc un effort majeur de refonte de leur image : le chef échange ses épaisses lunettes contre des verres de contact et change son style de coiffure ; et, après avoir suivi des cours de diction, il lance des discussions pour lancer un nouveau parti pan-canadien. Le parti utilise des forums appelés United Alternative (Alternative unie) pour amener les réformistes ensemble avec les tories pour créer une alternative politique conservatrice qui convaincrait les Ontariens et les Canadiens de l'Atlantique de voter pour eux.

## Dissolution
Le résultat est la création d'un nouveau parti, l'« Alliance réformiste conservatrice canadienne » (plus communément appelée l'Alliance canadienne). Il fusionne environ la moitié des politiques du Parti progressiste-conservateur avec la moitié des politiques réformistes. Le Parti réformiste est dissous le 27 mars 2000 et fusionné avec l'Alliance.
Même si l'Alliance canadienne et le Parti réformiste sont considérés comme deux partis différents, les anciens membres réformistes dominent le nouveau parti. Le caucus parlementaire réformiste, à quelques exceptions près, est simplement devenu le caucus allianciste. Ainsi, l'Alliance canadienne est surtout perçu comme un Parti réformiste rebaptisé et élargi. Mulroney se moque du nouveau parti en l'appellent le « Parti réformiste en bas-collants », et d'autres critiques en parlent souvent en l'appelant « l'Alliance réformiste ».
Manning est candidat au premier congrès d'investiture du nouveau parti, mais est défait par le trésorier (ministre des Finances) et vice-premier ministre de l'Alberta Stockwell Day, plus jeune et plus charismatique.
La création de l'Alliance canadienne et sa fusion consécutive en 2003 avec le Parti progressiste-conservateur pour former le nouveau Parti conservateur du Canada repousse certains des vieux réformistes populistes, menant à la création d'une nouvelle « Association réformiste du Canada ».
Une nouvelle initiative appelée « Bring Back Real Reform » (Ramenez la vraie réforme, ou Ramenez le vrai Parti réformiste) est également créé par un groupuscule de vieux réformistes ontariens, dans le but de ramener un Parti réformiste au niveau fédéral. Sous le slogan « Operation Back To The Future » (Opération retour vers le futur), le groupe est lancé au printemps 2005 comme une tente politique pour les vieux réformistes de tous le pays qui sentent toujours qu'ils n'ont pas de parti à eux.
La plupart de ces personnes étaient également opposés à l'Alternative unie et n'ont pas appuyé l'Alliance canadienne, y voyant un moyen d'assimilation par les progressistes-conservateurs, même si l'Alliance a été dominée par les anciens membres du Parti réformiste.

## Ailes provinciales
Le Parti réformiste du Canada a eu deux ailes provinciales officielles, enregistrées par le parti mais conservés en état de sommeil.
Le Parti réformiste de l'Ontario a seulement présenté un candidat par élection afin de conserver son enregistrement, tandis que le Parti réformiste de l'Alberta a présenté des candidats aux deux premières élections sénatoriales.
Il y eut également deux partis provinciaux non-affiliés : le Parti réformiste de la Colombie-Britannique et le Parti réformiste du Manitoba. Bien qu'ils n'aient eu aucune connexion officielle avec le parti fédéral, ils partageaient une vision politique semblable. Les deux partis provinciaux sont actuellement inactifs.

## Chef du parti
Pour toute la durée de son existence, le Parti réformiste n'eut qu'un seul chef, Preston Manning.

### Élections fédérales
| Élection | Chef            | Candidats | Votes     | %     | Sièges   | +/– | Positionnement | Gouvernement        |
| -------- | --------------- | --------- | --------- | ----- | -------- | --- | -------------- | ------------------- |
| 1988     | Preston Manning | 72        | 275 767   | 2,09  | 0 / 295  |     | 4e             | Extra-parlementaire |
| 1993     | Preston Manning | 207       | 2 559 245 | 18,69 | 52 / 295 | 52  | 3e             | Opposition          |
| 1997     | Preston Manning | 227       | 2 513 080 | 19,35 | 60 / 301 | 8   | 2e             | Opposition          |